# Абатство Сен-Віктор (Париж)
Абатство Сен-Віктор (фр. Abbaye Saint-Victor) — августинське абатство в передмісті середньовічного Парижа (нині — V округ в центрі міста), де в XII столітті процвітала наука і мистецтво (див. Адам Сен-Вікторський, Гуго Сен-Вікторський). Головний готичний храм, освячений на честь святого Віктора Марсельського, було зруйновано за часів Французької революції.
Основою абатства була громада августинців-регулярних каноніків, організована в Парижі у 1108 році Гійомом з Шампо. Гійом прагнув долучити секулярне духовенство до чернечого життя, перш за все в тому, що стосується спільного проживання, загального богослужіння (в тому числі співу) і спільної власності. Одразу після заснування монастиря Гійом відкрив в ньому школу, яка отримала всеєвропейську популярність завдяки розвитку в ній духовної і світської вченості. Духовним лідером школи став Гуго Сен-Вікторський. У XII столітті тут працювали богослови і філософи Рішар Сен-Вікторський (учень Гуго) і Вальтер Сен-Вікторський, а писав духовні вірші (які, можливо, клав на власну музику) Адам Сен-Вікторський.
У першій половині XIV століття тут жив і працював над своєю «Всесвітньої історією» хроніст Жан Сен-Вікторський, який залишив цінні свідоцтва про епоху Філіпа IV Красивого і тамплієрів.
Після утворення Паризького університету, значення Сен-Вікторської школи дещо знизилося, при тому що університет визнав науковий статус монастирської школи, надавши їй право надавати наукові ступені.
За часів Французької революції абатство було розпущено, а велична готична споруда в 1798 році була повністю знищена. Окремі (безцінні) рукописи з бібліотеки абатства були передані в Паризьку національну бібліотеку. Інші будівлі монастирського комплексу були перетворені у винні склади. У наші дні ці будови — частина факультету природничих наук Паризького університету.